# Municipio de Gabriel Zamora
El municipio de Gabriel Zamora es uno de los 113 municipios en que se encuentra dividido para su régimen interior el estado mexicano de Michoacán de Ocampo. Su cabecera es la población de Lombardía y se encuentra localizado en el centro-sur del estado.

## Toponimia
Antes denominado Lombardía, como el poblado que acoge, el municipio adquirió el nombre del líder agrarista Gabriel Zamora, quien luchó contra los hacendados de origen italiano, descendientes de Dante Cusi, dueños de las haciendas Lombardía y Nueva Italia.

## Geografía
Gabriel Zamora se ubica en el centro-sur del estado de Michoacán, en la denominada como Tierra Caliente y forma parte de la región socioeconómica X. Infiernillo.
Limita al noroeste y norte con el municipio de Uruapan, al este con el municipio de Nuevo Urecho, al sur con el municipio de La Huacana, al suroeste con el municipio de Múgica y al oeste con el municipio de Parácuaro.
Tiene una extensión territorial total de 368.428 kilómetros cuadrados, que representan el 0.63 % de la extensión total del estado. Tiene como coordenadas geográficas extremas 19°1′-19°17′ de latitud norte y 101°54′-102°6′ de longitud oeste, y su altitud fluctúa entre un máximo de 1600 y un mínimo de 300 metros sobre el nivel del mar.

## Demografía
La población total del municipio de Gabriel Zamora de acuerdo con el Censo de Población y Vivienda realizado en 2020 por el Instituto Nacional de Estadística y Geografía, es de 21 466.
La densidad de población asciende a un total de 57.9 personas por kilómetro cuadrado.

### Localidades
En el censo de 2020 el municipio de Gabriel Zamora contaba con 38 localidades.
| Código INEGI      | Localidad           | Población (2020) |
| ----------------- | ------------------- | ---------------- |
| 160330001         | Lombardía           | 12 309           |
| 160330004         | Capire de Lombardía | 2 433            |
| 160330010         | El Huaco            | 1 314            |
| 160330014         | Santa Casilda       | 1 300            |
| 160330008         | Charapendo          | 1 299            |
| Otras localidades | Otras localidades   | 2 811            |
| Total municipal   | Total municipal     | 21 466           |

## Política
El gobierno del municipio de Gabriel Zamora le corresponde a su ayuntamiento, el cual está integrado por el presidente municipal, un síndico y el cabildo conformado por siete regidores, cuatro electos por mayoría relativa y tres por el principio de representación proporcional. Todos son electos mediante voto universal, directo y secreto para un periodo de tres años con posibilidad de ser reelectos por un único periodo inmediato.[cita requerida]

### Representación legislativa
Para la elección de diputados locales al Congreso de Michoacán y de diputados federales a la Cámara de Diputados federal, el municipio de Gabriel Zamora se encuentra integrado en los siguientes distritos electorales:
Local:
- Distrito electoral local de 24 de Michoacán con cabecera en Nueva Italia de Ruiz.[9]

Federal:
- Distrito electoral federal 1 de Michoacán con cabecera en Ciudad Lázaro Cárdenas.[10]